# Joan Cumellas i Graells
Joan Cumellas i Graells (Gràcia, Barcelona, 1893 - Barcelona, Agost de 1966) va ser un autor dramàtic, actor i director teatral.
A la Biblioteca de Catalunya i a l'Institut del Teatre hi ha manuscrits i edicions de les seves obres.

## Trajectòria professional
Autor i adaptador de teatre
- 1914. La força de la innocència. Comèdia en 1 acte. Estrenada a la Cort Angèlica de Sant Lluís Gonçaga de Gràcia, l'1 de febrer de 1914.
- 1914. Els enyorats. Comèdia lírica en 1 acte i en prosa. Amb un proemi de Josep Mas. Música de Joan Vidal i Roda.
- 1916. Boira d'estiu, rondalla d'amor Comèdia lírica en 1 acte.
- 1916. L'escó. Comedia en tres jornades. En col·laboració de Miquel Enrich.
- 1918. Quan la tarda arribi. Drama en 1 acte.
- 1918. El burgmestre de Turíngia. Drama llegendari en 1 acte i en prosa.
- 1923. Una bona lliçó. Comèdia en 1 acte.
- 1936. Ombres del port.
- 1937. Morts que caminen. Drama en tres actes, original de Florencio Sánchez. Traduït i adaptat al català per Francesc Tresols i Joan Cumellas.
- 1947. La santa llar, original d'Andreu Avel·lí Artís i adaptació de Joan Cumellas. Estrenada al teatre Romea de Barcelona, el 31 de gener de 1947.
- 1954. Avui com ahir.
- 1960. Nannette m'ha dit que sí. Adaptació de Joan Cumellas. Original de Maurice Hennequin i Pierre Véber. Estrenada al teatre Romea, el 15 de juliol de 1960.
- 1963. Un marit baix de to. Adaptació de Joan Cumellas. Original de Maurice Hennequin i Pierre Véber. Estrenada al teatre Romea de Barcelona, el 3 de juliol de 1963.
- 1964. Clar de lluna a Montjuïc, estrenada al teatre Romea de Barcelona, el 16 de maig de 1964.
- 1964. L'home que no arriba a temps, estrenada al teatre Romea de Barcelona, el 13 de juliol de 1964.
- 1966. Clementina no rellisquis.
- 19-?. Amb la secretària, no!. Comèdia en 3 actes.
- 19-?. L'amor i el futbolista.
- 19_?. Amor i monocle.
- 19-?. La llum d'una estrella.
- 19-?. Última lliçó
- 19-?. L'encís d'un bon amor.

Director
- 1946. El prestigi dels morts de Josep Maria de Sagarra, estrenada al teatre Romea de Barcelona.
- 1955. Camarado Cupido de Xavier Regàs, estrenada al teatre Alexis de Barcelona.
- 1958, 23 d'abril. La cançó de la florista de Cecília A. Màntua. Obra en tres actes. Estrenada davant dels micròfons de Ràdio Barcelona. Representada al Teatre Talia i protagonitzada per Josefina Güell.[2]

Actor
- 1921, 9 de desembre. En el paper de Juanito a l'obra Alta banca d'Àngel Guimerà. Estrenada al teatre Novetats de Barcelona.
- 1924, 20 juny. En el paper de L'Emmascarat Topazi a l'obra La careta de Josep Maria de Sagarra. Estrenada al teatre Romea, de Barcelona.
- 1926.12 d'agost. En el paper de Pelat a l'obra Muntanyes del Canigó d'Alfons Roure, estrenada al teatre Eldorado de Barcelona.
- 1926. 26 d'agost. En el paper de Rafel  a l'obra Parelles al vol d'Enric Lluelles, estrenada al teatre Eldorado de Barcelona.
- 1926. 10 de setembre. En el paper de Salvador a l'obra Bromes i veres de Pompeu Crehuet, estrenada al teatre Eldorado de Barcelona.